# Contea di Howard (Maryland)
La contea di Howard (in inglese Howard County) è una contea dello Stato del Maryland, negli Stati Uniti. La popolazione al censimento del 2000 era di 247 842 abitanti.
La contea non è divisa in veri propri comuni incorporati (towns o cities), quindi anche il capoluogo, Ellicott City, è un'area non incorporata.

## Geografia
La contea si trova nella regione del Piedmont, tra le città di Baltimora e Washington D.C., e il territorio è prevalentemente collinare. Il confine nord-est è segnato dal fiume Patapsco, mentre il Patuxent segna il confine sud-ovest.

### Contee confinanti
- Contea di Carroll - nord
- Contea di Baltimora - nord-est
- Contea di Anne Arundel - sud-est
- Contea di Prince George - sud
- Contea di Montgomery - sud-ovest
- Contea di Frederick - nord-ovest

## Storia
La contea fu creata nel 1851 da parte della contea di Anne Arundel. Esisteva già il distretto di Howard, chiamato così in onore di John Eager Howard, V governatore del Maryland.

## Comuni
La Contea di Howard non ha aree incorporate.
Le aree non incorporate vengono considerate da molti come comuni, ma esse mancano di un governo locale. Il Census Bureau riconosce le seguenti località censuarie definite nella contea di Howard:
- Columbia
- Elkridge
- Ellicott City
- Fulton
- Highland
- Ilchester
- Jessup (una parte si trova nella Contea di Anne Arundel)
- North Laurel
- Savage
- Scaggville

Altre entità, come il Servizio Postale degli Stati Uniti, utilizzano un diverso criterio di selezione dei nomi delle comunità locali. In ogni caso, poiché le località non sono incorporate, i confini sono definiti dall'ente classificatore. Aree non incorporate note sono:
- Clarksville
- Cooksville
- Daniels
- Dayton
- Dorsey
- Glenelg
- Glenwood
- Granite
- Guilford
- Hanover (una parte sta anche nella Contea di Anne Arundel)
- Isaacsville
- Lisbon
- Marriottsville
- Simpsonville
- West Friendship
- Woodbine
- Woodstock